# 甲賀二十一家
甲賀二十一家（こうかにじゅういっけ）は、「鈎の陣」にて六角氏に味方した甲賀の地侍、甲賀五十三家の中でも六角氏より感状を貰うほど信頼の厚かった二十一家を指し、後の甲賀流忍術の中心となった家々である。

## 柏木三家
- 山中家 - 一族の著名人物として山中俊房・山中長俊・山中俊好・山中十太夫がいる。代々に渡って鈴鹿山警固役を務めた。
- 伴家 - 一族の著名人物として 伴長信・伴五兵衛がいる。
- 美濃部家- 一族の著名人物として　美濃部達吉・美濃部亮吉・美濃部洋次・美濃部正・美濃部貞功： 古今亭志ん生・古今亭志ん朝・池波志乃：美濃部直彦・美濃部ゆう・美濃部達宏　がいる。

## 荘内三家
- 鵜飼家- 一族の著名人物として鵜飼孫六がいる。
- 服部家- 服部半蔵との関連性は不明。
- 内貴家

## 南山六家
- 大原家 - 一族の著名人物として篠山資家・篠山景春がいる。
- 和田家 - 一族の著名人物として和田惟政がいる。
- 上野家
- 高峰家
- 多喜家（滝家） - 一族の著名人物として中村一氏・多喜勘八・瀧飛騨守がいる。
- 池田家

## 北山九家
- 黒川家 - 一族の著名人物として黒川与四郎がいる. 黒川流。
- 頓宮家
- 隠岐家
- 大野家
- 大河原家
- 岩室家
- 佐治家 - 一族の著名人物として佐治三郎がいる。
- 神保家
- 芥川家 - 一族の著名人物として芥川七郎兵衛・芥川清右衛門・芥川九郎左衛門がいる。

## 鈎の陣を題材とした作品
- 赤神諒『神遊の城』（講談社、2018年12月14日）ISBN 978-4065140253